# Euston Hall
A Euston Hall vidéki kastély az angliai Suffolk megyében, Eustonban, Thetfordtól délre. Az épület a Grafton hercegek családi otthona.

## Az épület
Euston először az 1086-os Domesday Bookban szerepel, mint a Bury St. Edmunds apátság birtoka. 1578 augusztusában I. Erzsébet királynő megszállt a Rookwood családnál a kastélyban, úton Norwich felé. A birtok gazdája recusáns volt, és a királyi látogatás során egy Mária-szobrot találtak elrejtve egy szénakazalban. Az akkor már romos birtokot 1666-ban vásárolta meg Henry Bennet, Arlington első grófja, II. Károly király külügyminisztere. Bennet egy francia stílusú nagy kastélyt építtetett a központi udvar köré, a sarkokon nagyméretű pavilonokkal. II. Károly 1671-ben látogatta meg először az Euston Hallt.
1672-ben II. Károly összeházasíttatta kilencéves törvénytelen fiát, Henry FitzRoyt és az Arlington grófja egyetlen gyerekét, örökösnője, az ötéves Isabella Bennet-et. FitzRoy-t 1675-ben Grafton 1. hercegévé tették, majd a fiatal pár 1679-ben ismét házasságot kötött, amikor Isabella elérte a tizenkét éves kort, amely a szülői beleegyezéssel kötött házasság törvényes minimuma volt. A herceg és hercegné 1685-ben örökölték meg az Euston Hallt. Körülbelül 1750-ben fiuk, a második herceg átépíttette a kastélyt Matthew Brettingham irányításával. Ekkor az eustoni kupolákat alacsony piramistetők váltották fel, és a ház homlokzatának egy részét megújították. 1902. április 5-én tűzvész pusztította a déli és nyugati szárnyat, valamint a Verrio által festett mennyezeteket. A házat rövidesen az eredeti terv szerint újjáépítették, de 1952-ben a 10. herceg – a magas fenntartási költséget csökkentendő – lebontatta a déli szárnyat és a nyugati szárny nagy részét.
Az Euston Hall jelentős művészeti gyűjteménnyel rendelkezik, de egy Canaletto-festmény külön említést érdemel. A Sporting Magazine 1793. februári száma szerint: „Körülbelül 1735-ben [Grafton 2. hercege idejében] Croydonban tartott rókakopókat, és vadászat napjain nagyon korán indult Londonból. Az öreg herceg gyakran panaszkodott, hogy amikor Westminsternél a Temzén átkelt, a komposok késlekedése és figyelmetlensége miatt órák vesztek el egy szép reggelből, mire Croydonba ért. E kellemetlenség megszüntetésére javasolta a westminsteri híd megépítését, és törvényjavaslatot terjesztett be a Parlament elé, amely alapján 1748-ra a híd meg is épült.” Euston Hallban hosszú ideig függött egy Canaletto-kép, amely a híd építését ábrázolta.
A birtok adta a nevét az Euston pályaudvarnak, mivel a hercegek birtokolták azt a területet, ahol az állomás épült, és támogatták a fejlesztését.

## A kert
A régi parkot John Evelyn neves kertépítő és fák szakértője tervezte, csatornával, egyenes sétányokkal és fasorokkal. Euston számára készített tervei közé tartozik a díszkerteken átvezető sétány is, amely ma is élvezhető. Az egész park- és folyórendszert William Kent tervezte 1738-ban, és az egyik nagy művének tartják. A szokatlan, nyolcszög alaprajzú díszépítmény központi nyolcszögű bankett-termet rejt, amit kupola fed. A kerti pavilon, annak bejárati boltíve máig fennmaradt. Ez volt Kent utolsó munkája.
Capability Brown 1776-tól haláláig, 1783-ig időszakosan dolgozott Eustonban. A Grafton 3. hercege megbízásából átalakította a vízrendszert. Kent kisebb tavakból és patakokból álló elrendezését egy új, nagy tórendszerré, a Broadwaterré bővítette központi szigettel, amelyről a házra nyíló kilátást fák keretezik. Zsiliprendszert épített a Blackbourne folyó vizének a tóba vezetésére, valószínűleg a folyópartot is átrendezte az Euston Hall előtti szakaszon, valamint a birtok déli részén, és fákat ültetett a nyugati kapu környékén.
Euston vízimalmát az 1670-es években Samuel Morland építtette öntözési célokra és gabonaőrlésre. 1731-ben William Kent újratervezte, hogy egy kerti pavilonra hasonlítson, majd 1859-ben Charles Burrell egy vasból készült vízkerékkel bővítette.
A jelenlegi kastély és parkterület körülbelül 45 hektár parkból és 26 hektár díszkertből áll. A tájképi kertek jelentős helyreállításon estek át Capability Brown születésének 300. évfordulójára szervezett 2016-os ünnepségek előtt.
- A Euston Hall épülete
- A Euston Hall udvara
- James Sargant Storer 1806-ban készült metszete az Euston Parkban álló Temple építményről.
- Canaletto 1747-ben készült festménye a Temzén zajló lordpolgármester-napi felvonulást ábrázolja a Westminster híd építése közben.
- Szökőkút a parkban.
- Híd a parkban.

## Fordítás
- Ez a szócikk részben vagy egészben  az   Euston Hall című angol Wikipédia-szócikk ezen változatának fordításán alapul.  Az eredeti cikk szerkesztőit annak laptörténete sorolja fel. Ez a jelzés csupán a megfogalmazás eredetét és a szerzői jogokat jelzi, nem szolgál a cikkben szereplő információk forrásmegjelöléseként.